# Scytodes sordida
Espèce
Scytodes sordida est une espèce d'araignées aranéomorphes de la famille des Scytodidae.

## Distribution
Cette espèce est endémique du Pakistan.

## Publication originale
- Dyal, 1935 : Fauna of Lahore, 4. Spiders of Lahore. Bulletin of the Department of Zoology of the Panjab University, vol. 1, p. 117-252.